# Žebřík kosmických vzdáleností

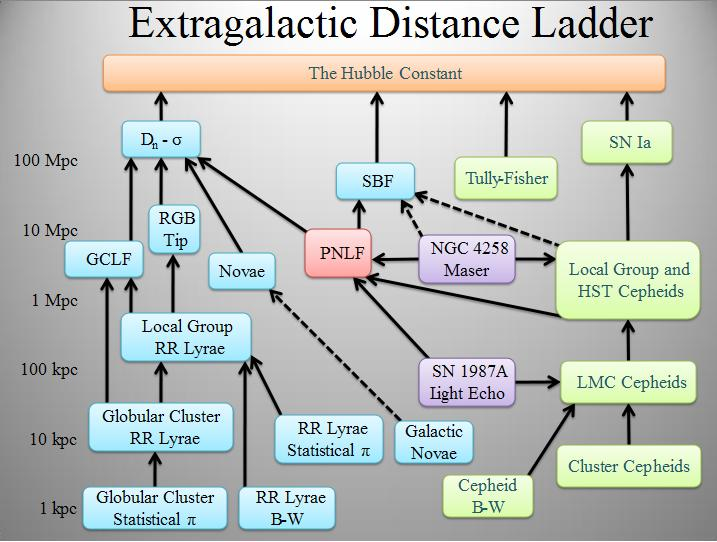

Žebřík kosmických vzdáleností (také známý jako extragalaktické měřítko vzdálenosti) je posloupnost metod, kterými astronomové určují vzdálenosti k nebeským objektům. Skutečné přímé měření vzdálenosti astronomického objektu je možné pouze u těch objektů, které jsou "dostatečně blízko" k Zemi (asi do tisíce parseků). Techniky pro určování vzdáleností ke vzdálenějším objektům jsou všechny založeny na různých naměřených korelacích mezi metodami, které fungují na blízké vzdálenosti, a metodami, které fungují na větší vzdálenosti. Několik metod se spoléhá na standardní svíčku, což je astronomický objekt, který má známou svítivost .
Analogie žebříku stojí na faktu, že žádná jednotlivá technika nedokáže měřit vzdálenosti ve všech astronomických parametrech. Jednu metodu lze použít k měření blízkých vzdáleností, druhou k měření blízkých až středních vzdáleností atd. Každá příčka žebříku poskytuje informace, pomocí kterých lze určit vzdálenosti na další vyšší příčce.

## Přímé měření

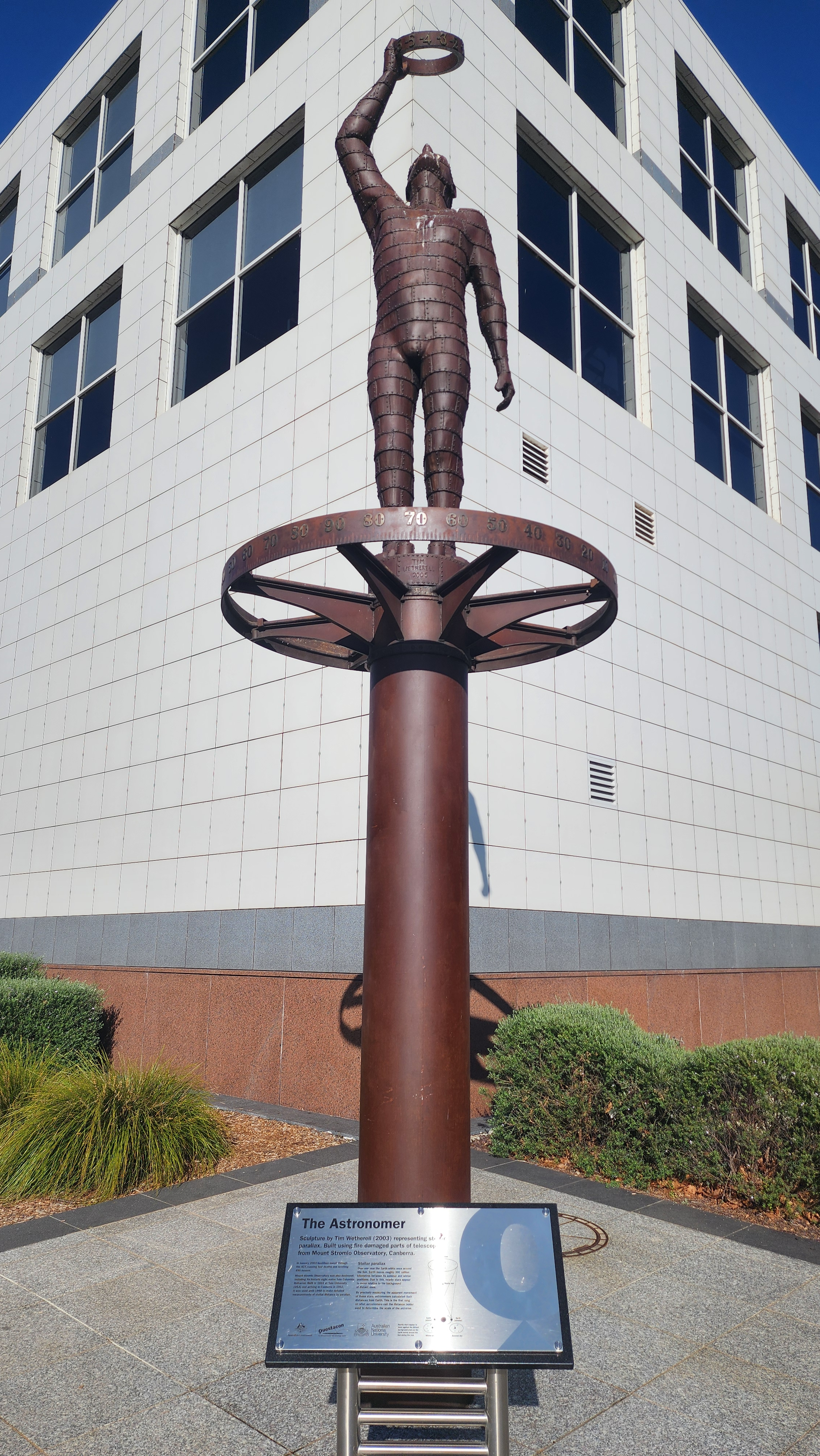
Socha astronoma a koncept žebříku kosmické vzdálenosti s metodou paralaxy, skládající se z azimutového prstence a dalších částí refraktoru Yale – Columbia (c 1925), který byl zničen lesními požáry z Canberry roku 2003, jež vypálily observatoř na hoře Stromlo; Questacon, Canberra, území hlavního města Austrálie.

Prvním stupněm žebříku jsou základní měření vzdáleností, při nichž jsou vzdálenosti určovány přímo, bez fyzikálních předpokladů o povaze měřeného objektu. Přesné měření hvězdných pozic je součástí disciplíny zvané astrometrie.
Přímé měření vzdálenosti vychází z astronomické jednotky (AU), která je definována jako střední vzdálenost mezi Zemí a Sluncem. Keplerovy zákony poskytují přesné poměry velikostí oběžných drah objektů obíhajících kolem Slunce, ale neposkytují žádné měření celkového měřítka oběžné dráhy. K měření vzdálenosti mezi oběžnými dráhami Země a druhým tělesem se používá radar. Z tohoto měření a poměru dvou velikostí oběžné dráhy se vypočítá velikost oběžné dráhy Země. Oběžná dráha Země je známá s absolutní přesností několika metrů a relativní přesností několika částí na 100 miliard (1× 10−11).
Historicky byla pro určení AU rozhodující pozorování přechodu Venuše přes sluneční kotouč; v první polovině 20. století byla důležitá také pozorování asteroidů. V současné době je oběžná dráha Země určena s vysokou přesností pomocí radarových měření vzdáleností k Venuši a dalším blízkým planetám a asteroidům a sledováním meziplanetárních kosmických lodí na jejich drahách kolem Slunce sluneční soustavou.

### Paralaxa

Roční paralaxa - olovina vrcholového úhlu je úhel paralaxy.

Nejdůležitější základní měření vzdálenosti vychází z trigonometrické paralaxy. Tím, že Země obíhá kolem Slunce, zdánlivě se posouvá poloha blízkých hvězd proti vzdálenějšímu pozadí. Tyto posuny jsou úhly v rovnoramenném trojúhelníku, kde přeponu tvoří 2 AU (vzdálenost mezi extrémními polohami oběžné dráhy Země kolem Slunce) a vzdálenost k hvězdě jsou stejně dlouhé odvěsny. Velikost posunu je poměrně malá, měří 1 obloukovou vteřinu pro objekt vzdálený 1 parsek (3,26 světelných let) z nejbližších hvězd, a poté se úhel zmenšuje se zvyšující se vzdáleností. Astronomové obvykle vyjadřují vzdálenosti v jednotkách parseků (vteřiny paralaxy); světelné roky se používají v populárních médiích.
Protože paralaxa se zmenšuje pro větší hvězdnou vzdálenost, lze užitečné vzdálenosti měřit pouze u hvězd, které jsou dostatečně blízko na to, aby paralaxa byla větší než násobek přesnosti měření. Například v 90. letech 20. století mise sondy Hipparcos získala paralaxy pro více než stotisíc hvězd s přesností na obloukovou milisekundu, což poskytlo užitečné vzdálenosti hvězdám vzdáleným až několik stovek parseků. Hubbleův dalekohled WFC3 má nyní potenciál m̟ěřit s přesností 20 až 40 obloukových mikrosekund, což umožňuje spolehlivé měření vzdálenosti až 5 000 parseků (16 000 světelných let) pro menší počet hvězd. V roce 2018 poskytla vesmírná mise sondy Gaia podobně přesné vzdálenosti pro většinu hvězd jasnější než 15m.
U hvězd se měří rychlost vzhledem ke Slunci jako vlastní pohyb (příčný pohyb přes oblohu) a radiální rychlost (pohyb směrem ke Slunci nebo od něj). První z nich je určena vykreslením měnící se polohy hvězd po mnoho let, zatímco druhá pochází z měření Dopplerova jevu spektra hvězd způsobeného pohybem podél pohledové linie. Pro skupinu hvězd se stejnou spektrální třídou a podobnou velikostí lze střední paralaxu odvodit ze statistické analýzy správných pohybů vzhledem k jejich radiálním rychlostem. Tato metoda statistické paralaxy je užitečná pro měření vzdáleností jasných hvězd nad 50 parseků a obřích proměnných hvězd, včetně cefeid a proměnných hvězd typu RR Lyrae.

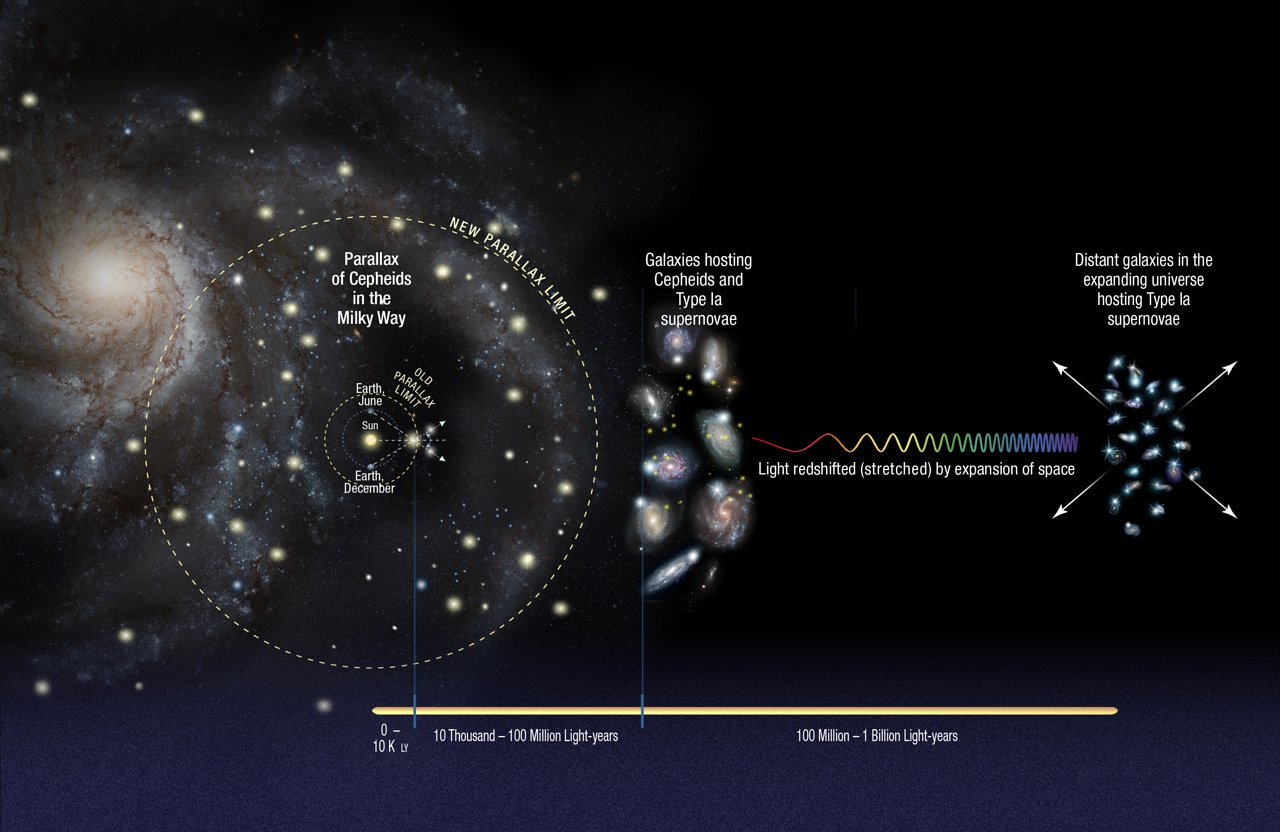
Měření paralaxy může být důležitým vodítkem k pochopení tří nejméně postižitelných složek vesmíru: temné hmoty, temné energie a neutrin.

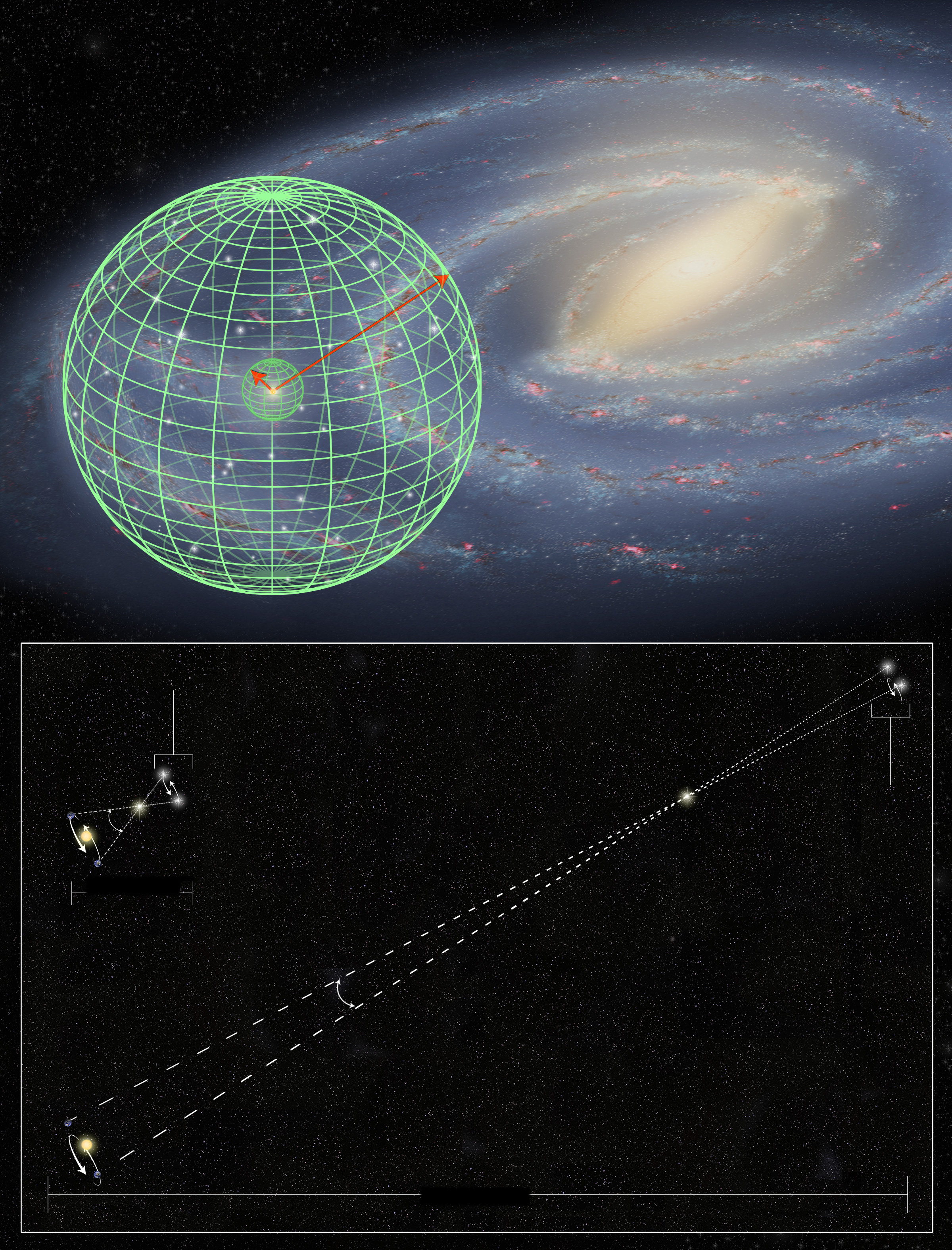
Přesné měření hvězdné vzdálenosti pomocí Hubblea bylo rozšířeno 10krát dále do Mléčné dráhy.

Pohyb Slunce prostorem poskytuje delší základní linii, která zvýší přesnost měření paralaxy, známé jako sekulární paralaxa. U hvězd v disku Mléčné dráhy to odpovídá průměrné základní linii 4 AU za rok, zatímco u hvězd v halu je základní linie 40 AU za rok. Po několika desetiletích může být základní linie řádově větší než základní linie Země – Slunce použitá pro tradiční paralaxu. Sekulární paralaxa však zavádí vyšší míru nejistoty, protože relativní rychlost pozorovaných hvězd je další neznámou. Při aplikaci na více hvězd lze nejistotu snížit; nejistota je nepřímo úměrná druhé odmocnině velikosti vzorku.
Paralaxa pohybující se hvězdokupy je technika, při které lze k nalezení vzdálenosti kupy použít pohyby jednotlivých hvězd v blízké hvězdokupě. Pouze otevřené hvězdokupy jsou dostatečně blízko, aby tato technika byla použitelná. Zejména vzdálenost získaná pro Hyády byla historicky důležitým krokem v žebříčku vzdálenosti.
U některých objektů mohou být za zvláštních okolností provedeny základní odhady vzdálenosti. Pokud lze v průběhu času pozorovat expanzi plynového mračna, jako je zbytek supernovy nebo planetární mlhovina, pak lze odhadnout vzdálenost expanzní paralaxy k tomuto mraku. Tato měření však trpí chybovostí v odchylce objektu od sféricity. Dvojhvězdy, jak vizuální, tak spektroskopické, také mohou mít svou vzdálenost odhadnutou podobnými prostředky a netrpí výše uvedenou geometrickou chybovostí. Společnou charakteristikou těchto metod je, že měření úhlového pohybu je kombinováno s měřením absolutní rychlosti (obvykle získané pomocí Dopplerova jevu ). Odhad vzdálenosti pochází z výpočtu, jak daleko musí být objekt, aby se jeho pozorovaná absolutní rychlost objevila s pozorovaným úhlovým pohybem.
Zejména paralaxy expanze mohou poskytnout základní odhady vzdálenosti pro objekty, které jsou velmi vzdálené, protože po výbuchu supernovy má její zbytek velkou expanzní rychlost a velikost (ve srovnání s hvězdami). Dále je lze pozorovat pomocí rádiových interferometrů, které dokáží měřit velmi malé úhlové pohyby. Ty se pak kombinují a poskytují základní odhady vzdálenosti supernov v jiných galaxiích. Ačkoli jsou takové případy cenné, jsou poměrně vzácné, takže slouží spíše jako důležité kontroly konzistence na žebříku vzdáleností než samotné příčky žebříku.

## Standardní svíčky
Téměř všechny astronomické objekty používané jako fyzické indikátory vzdálenosti patří do třídy, která má známou jasnost. Porovnáním této známé svítivosti s pozorovanou jasností objektu lze vzdálenost k objektu vypočítat pomocí zákona inverzního čtverce. Tyto objekty známého jasu se nazývají standardní svíčky, jak je poprvé nazvala Henrietta Swan Leavittová.
Jas objektu lze vyjádřit jako jeho absolutní hvězdnou velikost. Tato veličina je odvozena z logaritmu její svítivosti při pohledu ze vzdálenosti 10 parseků. Zdánlivou hvězdnou velikost, tedy velikost pozorovanou pozorovatelem (používá se nástroj zvaný bolometr), lze změřit a použít s absolutní velikostí k výpočtu vzdálenosti d k objektu v parsecích  takto:
{\displaystyle 5\cdot \log _{10}d=m-M+5}
Přímé měření vzdálenosti vychází z astronomické jednotky (AU), která je definována jako střední vzdálenost mezi Zemí a Sluncem. Keplerovy zákony poskytují přesné poměry velikostí oběžných drah objektů obíhajících kolem Slunce, ale neposkytují celkové měřítko oběžné dráhy. K měření vzdálenosti mezi oběžnými dráhami Země a druhým tělesem se používá radar. Z tohoto měření a poměru dvou velikostí oběžné dráhy se vypočítá velikost oběžné dráhy Země. Oběžná dráha Země je známá s absolutní přesností několika metrů a relativní přesností několika jednotek na 100 miliard (1× 10−11).
{\displaystyle {\mathcal {M}}={\frac {(m_{1}m_{2})^{3/5}}{(m_{1}+m_{2})^{1/5}}}.}
kde m je zdánlivá velikost a M absolutní velikost. Aby to bylo přesné, musí být obě veličiny ve stejném frekvenčním pásmu a nesmí existovat žádný relativní pohyb v radiálním směru. Jsou zapotřebí určité prostředky pro korekci mezihvězdného pohlcování elektromagnetického záření, které způsobuje, že objekty vypadají slabší a červenější, zejména pokud se objekt nachází v prachové nebo plynné oblasti. Rozdíl mezi absolutní a zdánlivou velikostí objektu se nazývá modul vzdálenosti a astronomické vzdálenosti, zejména mezigalaktické, jsou někdy tímto způsobem uváděny v tabulkách.

### Problémy
U jakékoli třídy standardní svíčky existují dva problémy. Hlavní je kalibrace, což je stanovení přesné absolutní velikost svíčky. To zahrnuje definování třídy dostatečně dobře, aby bylo možné rozpoznat členy této třídy, a nalezení dostatečného počtu členů této třídy se známými vzdálenostmi, aby bylo možné dostatečně přesně určit jejich skutečnou absolutní velikost. Druhý problém spočívá v rozpoznávání členů třídy a nedopustit se omylu v určení objektu, který do třídy nepatří, jako standardní svíčky. Při extrémních vzdálenostech, kde si člověk nejvíce přeje použít indikátor vzdálenosti, může být tento problém s rozpoznáním docela vážný.
Významným problémem u standardních svíček je opakující se otázka, do jaké míry jsou standardní. Zdá se například, že všechna pozorování naznačují, že supernovy typu Ia, které jsou známé vzdálenosti, mají stejnou jasnost (korigovanou tvarem světelné křivky). Základ pro tuto blízkost jasu je diskutován níže; existuje však možnost, že vzdálené supernovy typu Ia mají jiné vlastnosti než blízké supernovy typu Ia. Použití supernov typu Ia je klíčové pro určení správného kosmologického modelu . Pokud jsou vlastnosti supernov typu Ia skutečně na velké vzdálenosti odlišné, tj. pokud extrapolace jejich kalibrace na libovolné vzdálenosti není platná, ignorování této odchylky může nebezpečně zkreslit rekonstrukci kosmologických parametrů, zejména rekonstrukci parametru hustoty hmoty. .  
Že nejde jen o filozofický problém, je patrné z historie měření vzdálenosti pomocí cefeid. V padesátých letech minulého století Walter Baade zjistil, že blízké cefeidy používané ke kalibraci standardní svíčky byly jiného typu než ty, které se používaly k měření vzdáleností k blízkým galaxiím. Blízké cefeidy byly hvězdy populace I s mnohem vyšším obsahem kovů než hvězdy vzdálené populace II. Výsledkem bylo, že hvězdy populace II byly ve skutečnosti mnohem jasnější, než se věřilo, a po opravě to mělo za následek zdvojnásobení vzdáleností ke kulovým hvězdokupám, blízkým galaxiím a průměru Mléčné dráhy.
Gravitační vlny pocházející z inspirační fáze orbitálního rozpadu kompaktních binárních systémů, jako jsou neutronové hvězdy nebo černé díry, mají užitečnou vlastnost, že energie vyzařovaná jako gravitační záření pochází výhradně z orbitální energie dané dvojice a výsledné zmenšení jejich drah je přímo pozorovatelné jako zvýšení frekvence emitovaných gravitačních vln. Určující proměnná, rychlost změny frekvence {\displaystyle f} je dána
{\displaystyle {\frac {df}{dt}}={\frac {96\pi ^{8/3}(G{\mathcal {M}})^{\frac {5}{3}}f^{\frac {11}{3}}}{5\,c^{5}}},}
kde {\displaystyle G} je gravitační konstanta, {\displaystyle c} je rychlost světla a {\displaystyle {\mathcal {M}}} je jediné (tedy vypočítatelné číslo, které se rovná kombinace hmot {\displaystyle (m_{1},m_{2})} ze dvou objektů (anglicky chirp mass - švitořivá hmotnost)
Pozorováním tvaru vlny lze vypočítat {\displaystyle {\mathcal {M}}} a odtud výkon (rychlost emise energie) gravitačních vln. Takovým zdrojem gravitačních vln je tedy standardní siréna o známé hlasitosti.
Stejně jako u standardních svíček, vzhledem k emitovaným a přijatým amplitudám, zákon inverzního čtverce určuje vzdálenost ke zdroji. U standardních svíček však existují určité rozdíly. Gravitační vlny nejsou emitovány izotropně, ale měření polarizace vlny poskytuje dostatek informací k určení úhlu emise. Detektory gravitačních vln mají také anizotropní anténní vzory, takže pro určení úhlu příjmu je nutná poloha zdroje na obloze vzhledem k detektorům. Obecně platí, že pokud je vlna detekována sítí tří detektorů na různých místech, síť změří dostatek informací k provedení těchto oprav a získání vzdálenosti. Na rozdíl od standardních svíček gravitační vlny nevyžadují žádnou kalibraci proti jiným měřením vzdálenosti. Měření vzdálenosti samozřejmě vyžaduje kalibraci detektorů gravitačních vln, ale vzdálenost je v zásadě dána jako násobek vlnové délky laserového světla používaného v interferometru gravitačních vln .
Kromě kalibrace detektoru existují další faktory, které omezují přesnost této vzdálenosti. Naštěstí gravitační vlny nepodléhají zániku v důsledku zasahujícího absorpčního média. Ale jsou předmětem gravitační čočky, stejně jako světlo. Pokud má signál silnou čočku, může být přijímán jako více událostí oddělených v čase (například analoga více obrazů kvasaru). Méně snadno rozpoznatelný a ovladatelný je účinek slabé čočky, kde je cesta signálu prostorem ovlivněna mnoha malými událostmi zvětšení a demagnifikace. To bude důležité pro signály pocházející z kosmologických rudých posunů větších než 1. Nakonec je pro sítě detektorů obtížné přesně měřit polarizaci signálu, pokud je binární systém pozorován téměř čelem; takové signály trpí podstatně většími chybami v měření vzdálenosti. Bohužel, binární soubory vyzařují nejsilněji kolmo na orbitální rovinu, takže signály tváří v tvář jsou skutečně silnější a nejčastěji pozorované.
Pokud se dvojhvězda skládá z dvojice neutronových hvězd, jejich sloučení bude doprovázeno explozí kilonovy / hypernovy, která může umožnit přesnou identifikaci polohy elektromagnetickými dalekohledy. V takových případech umožňuje rudý posuv hostitelské galaxie určení Hubbleovy konstanty {\displaystyle H_{0}}. To byl případ GW170817, který byl využit k provedení prvního takového měření. I když nelze pro soubor signálů identifikovat žádný elektromagnetický protějšek, je možné použít statistickou metodu k odvození hodnoty {\displaystyle H_{0}}.

## Standardní pravítko
Další třídou indikátoru astronomické vzdálenosti je standardní pravítko. V roce 2008 byly průměry galaxií navrženy jako možné standardní pravítko pro určování kosmologických parametrů. Nedávno bylo použito fyzikální měřítko vtisknuté baryonovými akustickými oscilacemi (BAO) v raném vesmíru. V raném vesmíru (před rekombinací) se baryony a fotony vzájemně rozptylovaly a tvořily přilnavou zdvojenou tekutinu, která mohla podporovat zvukové vlny. Tyto vlny jsou zdrojem primárních poruch hustoty a pohybují se rychlostí, kterou lze předpovědět z baryonové hustoty a dalších kosmologických parametrů. Celková vzdálenost, kterou mohou tyto zvukové vlny urazit před rekombinací, určuje pevné měřítko, které se po rekombinaci jednoduše rozpíná s vesmírem. BAO proto poskytuje standardní pravítko, které lze měřit v průzkumech galaxií z vlivu baryonů na shlukování galaxií. Tato metoda vyžaduje rozsáhlý průzkum galaxií, aby bylo toto měřítko viditelné, ale byla změřena s přesností na procentuální úrovni. Měřítko závisí na kosmologických parametrech, jako je baryon a hustota hmoty a počet neutrin, takže vzdálenosti založené na BAO jsou více závislé na kosmologickém modelu než ty, které jsou založeny na místních měřeních.
Světelná echa lze také použít jako standardní pravítka, i když je náročné správně změřit geometrii zdroje.

## Ukazatele galaktické vzdálenosti
Až na několik výjimek jsou vzdálenosti založené na přímých měřeních dostupné pouze do asi tisíce parseků, což je skromná část naší vlastní Galaxie. Pro vzdálenosti za tímto limitem závisí míry na fyzikálních předpokladech, to znamená na tvrzení, že daný objekt rozpoznáme a že třída objektů je dostatečně homogenní, že její členy lze použít pro smysluplný odhad vzdálenosti.
Fyzikální indikátory vzdálenosti, používané na postupně větších vzdálenostech:
- Dynamická paralaxa využívá orbitální parametry vizuálních dvojhvězd k měření hmotnosti systému, a tudíž k určení svítivosti využívá vztah mezi hmotností a svítivostí.
  - Zákrytové dvojhvězdy — V posledním desetiletí bylo měření základních parametrů zákrytových dvojhvězd možné pomocí 8metrových dalekohledů. Díky tomu je lze použít jako indikátory vzdálenosti. Nedávno byly použity k přímému odhadu vzdálenosti Velkého Magellanova mračna (LMC), Malého Magellanova mračna (SMC), galaxie Andromeda a galaxie Triangulum . Zákrytové dvojhvězdy nabízejí přímou metodu měření vzdálenosti ke galaxiím na 5% úroveň přesnosti, která je se současnou technologií proveditelná na vzdálenost přibližně 3 Mpc (3 miliony parseků).
- Hvězdy typu RR Lyrae — používané pro měření vzdáleností v rámci Mléčné dráhy a v blízkých kulových hvězdokupách .
- Všechny následující čtyři indikátory využívají hvězdy ve starých hvězdných populacích (Populace II):
  - Hrot větve červeného obra (TRGB).
  - Funkce svítivosti planetární mlhoviny (PNLF)
  - Funkce svítivosti kulové hvězdokupy (GCLF)
  - Kolísání povrchového jasu (SBF)
- V galaktické astronomii se rentgenové záblesky (termonukleární záblesky na povrchu neutronové hvězdy) používají jako standardní svíčky. Pozorování rentgenového záblesku někdy ukazuje rentgenová spektra indikující expanzi poloměru. Proto by tok rentgenového záření ve vrcholné fázi záblesku měl odpovídat Eddingtonově svítivosti, kterou lze vypočítat, jakmile je známa hmotnost neutronové hvězdy (běžně používaný předpoklad je 1,5 hmotnosti Slunce). Tato metoda umožňuje určení vzdálenosti některých nízkohmotných rentgenových dvojhvězd. Nízkohmotné rentgenové dvojhvězdy jsou opticky velmi slabé, takže je extrémně obtížné určit jejich vzdálenosti.
- Mazihvězdné masery mohou být využity k odvození vzdáleností ke galaktickým a některým extragalaktickým objektům, které mají maserovou emisi.
- Cefeidy a novy
- Vztah Tully–Fisher
- Vztah Faber–Jackson
- Supernovy typu Ia, které mají velmi dobře určenou maximální absolutní velikost v závislosti na tvaru jejich světelné křivky a jsou užitečné při určování extragalaktických vzdáleností až do několika stovek Mpc. Pozoruhodnou výjimkou je SN 2003fg, tzv. „šampaňská supernova“, supernova typu Ia neobvyklé povahy.
- Rudé posuvy a Hubbleův zákon

### Montáž hlavní sekvence
Když je absolutní magnituda pro skupinu hvězd srovnána se spektrální klasifikací hvězdy v Hertzsprung-Russellově diagramu, lze nalézt evoluční vzorce, které se vztahují k hmotnosti, stáří a složení hvězdy. Zejména během období spalování vodíku leží hvězdy podél křivky zvané hlavní posloupnost. Měřením těchto vlastností ze spektra hvězdy lze určit polohu hvězdy v hlavní posloupnosti na H–R diagramu, a tím odhadnout absolutní velikost hvězdy. Porovnání této hodnoty se zdánlivou velikostí umožňuje určit přibližnou vzdálenost po korekci mezihvězdné zastínění svítivosti plynu a prachem.
V gravitačně vázané hvězdokupě, jako jsou Hyády, se hvězdy zformovaly přibližně ve stejném věku a leží ve stejné vzdálenosti. To umožňuje relativně přesné přizpůsobení hlavní sekvence, poskytující určení věku i vzdálenosti.

## Extragalaktická stupnice vzdálenosti
| Metoda                                | Chybovost (mag) | Vzdálenost ke kupě galaxií v Panně ( Mpc ) | Dosah (Mpc) |
| ------------------------------------- | --------------- | ------------------------------------------ | ----------- |
| Klasické cefeidy                      | 0,16            | 15–25                                      | 29          |
| Novy                                  | 0,4             | 21,1 ± 3,9                                 | 20          |
| Funkce svítivosti planetární mlhoviny | 0,3             | 15,4 ± 1,1                                 | 50          |
| Funkce svítivosti kulové hvězdokupy   | 0,4             | 18,8 ± 3,8                                 | 50          |
| Kolísání povrchového jasu             | 0,3             | 15,9 ± 0,9                                 | 50          |
| Vztah Sigma-D                         | 0,5             | 16,8 ± 2,4                                 | > 100       |
| Supernovy typu Ia                     | 0,10            | 19,4 ± 5,0                                 | > 1000      |

Stupnice extragalaktické vzdálenosti je řada technik, které dnes astronomové používají k určení vzdálenosti kosmologických těles za naší vlastní galaxií, které nelze snadno získat tradičními metodami. Některé postupy využívají vlastnosti objektů, jako jsou hvězdy, kulové hvězdokupy, mlhoviny a galaxie jako celek. Jiné metody jsou založeny spíše na statistikách a pravděpodobnosti u objektů jako jsou celé kupy galaxií .

### Wilson-Bappuův efekt
Wilson-Bappuův efekt, který objevili v roce 1956 Olin Wilson a M. K. Vainu Bappu, využívá efekt známý jako spektroskopická paralaxa. Mnoho hvězd má ve svých spektrech rysy, jako je K-čára vápníku, které ukazují jejich absolutní velikost. Vzdálenost ke hvězdě pak lze vypočítat z její zdánlivé velikosti pomocí modulu vzdálenosti.
Tato metoda má velká omezení pro určování hvězdných vzdáleností. Kalibrace síly spektrální čáry má omezenou přesnost a vyžaduje korekci mezihvězdného zastínení. Ačkoli teoreticky má tato metoda schopnost poskytovat spolehlivé výpočty vzdálenosti ke hvězdám až do 7 megaparseků (Mpc), obecně se používá pouze pro hvězdy o stovkách kiloparseků (kpc).

### Klasické cefeidy
Za dosah Wilson-Bappuova efektu se další metoda opírá o vztah perioda-svítivost klasických proměnných hvězd cefeid. Pro výpočet vzdálenosti ke galaktickým a extragalaktickým klasickým cefeidám lze použít následující vztah:
{\displaystyle 5\log _{10}{d}=V+(3.34)\log _{10}{P}-(2.45)(V-I)+7.52\,.} 
{\displaystyle 5\log _{10}{d}=V+(3.37)\log _{10}{P}-(2.55)(V-I)+7.48\,.} 
Několik problémů komplikuje použití cefeid jako standardních svíček a jsou aktivně diskutovány, hlavní z nich jsou: povaha a linearita vztahu perioda-svítivost v různých propustných pásmech a dopad metalicity jak na nulový bod, tak na sklon těchto vztahů, a účinky fotometrické kontaminace a měnícího se (obvykle neznámého) zastínění plyny a prachem na vzdálenosti cefeid.
Tyto nevyřešené záležitosti vedly k uvádění hodnot Hubbleovy konstanty v rozmezí 60 km/s/Mpc a 80 km/s/Mpc. Vyřešení tohoto rozporu je jedním z hlavních problémů v astronomii, protože některé kosmologické parametry vesmíru mohou být výrazně lépe určeny získáním přesné hodnoty Hubbleovy konstanty.
Cefeidy byly klíčovým nástrojem ke konečnému úsudku Edwina Hubbla z roku 1923, že v případě M31 (Andromeda) jde o vnější galaxii, na rozdíl od menší mlhoviny v Mléčné dráze. Vzdálenost M31 vypočítal na 285 Kpc, dnešní hodnota je 770 Kpc.
Jak bylo dosud zjištěno, NGC 3370, spirální galaxie v souhvězdí Lva, obsahuje dosud nejvzdálenější cefeidy nalezené ve vzdálenosti 29 Mpc. Cefeidy nejsou v žádném případě dokonalými ukazateli vzdálenosti: u blízkých galaxií mají chybovost asi 7 % a u nejvzdálenějších galaxií až 15 %.

### Supernovy

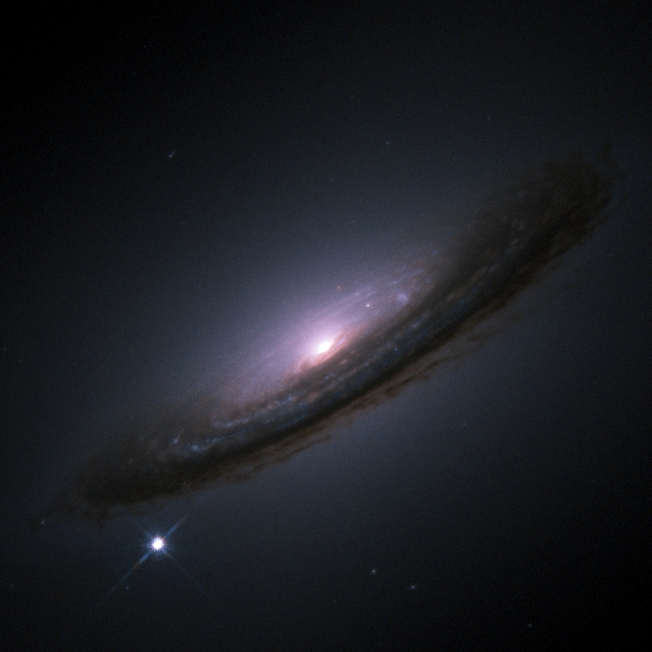
SN 1994D (světlá skvrna vlevo dole) v galaxii NGC 4526. Fotografie NASA, ESA, The Hubble Key Project Team a The High-Z Supernova Search Team

Existuje několik různých metod, pro které lze supernovy využít k měření extragalaktických vzdáleností.

#### Měření fotosféry supernovy
Můžeme předpokládat, že supernova expanduje sféricky symetrickým způsobem. Pokud je supernova dostatečně blízko, že můžeme změřit úhlový rozsah θ ( t ) její fotosféry, můžeme použít rovnici
{\displaystyle \omega ={\frac {\Delta \theta }{\Delta t}}\,,}
kde ω je úhlová rychlost a θ úhlový rozsah. Aby bylo možné získat přesné měření, je nutné provést dvě pozorování oddělená časem Δ t . Následně můžeme použít
{\displaystyle \ d={\frac {V_{ej}}{\omega }}\,,}
kde d je vzdálenost k supernově, V ej je radiální rychlost vývrhu supernovy (lze předpokládat, že V ej se rovná V θ, je-li sféricky symetrický).
Tato metoda funguje pouze v případě, že je supernova dostatečně blízko, aby mohla být přesně změřena fotosféra. Ani rozpínající se plášť plynu ve skutečnosti není dokonale kulovým ani dokonale temným tělesem. Také mezihvězdné zastínění plyny a prachem může bránit přesným měřením fotosféry. Tento problém dále zhoršuje kolaps jádra supernovy. Všechny tyto faktory přispívají k chybovosti při určení vzdálenosti až 25 %.

#### Světelné křivky typu Ia
Supernovy typu Ia patří k nejlepším způsobů, jak dokázat určit extragalaktické vzdálenosti. Tyto supernovy vznikají, když bílý trpaslík začne nasávat hmotu ze své doprovodné hvězdy. Jak bílý trpaslík získává hmotu, nakonec dosáhne svého Chandrasekharova limitu {\displaystyle 1.4M_{\odot }}.
Jakmile hvězda limitu dosáhne, stane se nestabilní a podstoupí rychlou jadernou fúzní reakci. Protože všechny supernovy typu Ia explodují při přibližně stejné hmotnosti, jejich absolutní velikosti jsou všechny stejné. Díky tomu jsou velmi užitečné jako standardní svíčky. Všechny supernovy typu Ia mají standardní modrou i vizuální magnitudu
{\displaystyle \ M_{B}\approx M_{V}\approx -19.3\pm 0.3\,.}
Pokud je tedy při pozorování supernovy typu Ia možné určit, jaká byla její maximální velikost, pak lze vypočítat její vzdálenost. Není skutečně nutné zachytit supernovu přímo v její maximální velikosti; pomocí metody tvaru vícebarevné světelné křivky (multicolor light curve shape, MLCS) je tvar světelné křivky (pořízený v krátké době po počáteční explozi) porovnán s řadou parametrizovaných křivek, které určí absolutní velikost při maximálním jasu. Tato metoda také počítá s mezihvězdné zastínením prachem a plynem.
Podobně metoda roztažení přizpůsobuje světelné křivky velikosti konkrétních supernov šabloně světelné křivky. Tato šablona, na rozdíl od několika světelných křivek na různých vlnových délkách (MLCS), je pouze jednou světelnou křivkou, která byla natažena (nebo stlačena) v čase. Pomocí tohoto faktoru roztažení lze určit maximální velikost.
Použití supernov typu Ia je jednou z nejpřesnějších metod, zejména proto, že výbuchy supernov mohou být viditelné na velké vzdálenosti (jejich svítivosti konkurují svítivosti galaxie, ve které se nacházejí), mnohem dále než u proměnných cefeid (500krát dále). Zdokonalování této metody bylo věnováno mnoho času. Současná chybovost se blíží pouhým 5 %, což odpovídá chybovosti pouhé 0,1 velikosti.

#### Novy v určování vzdálenosti
Novy mohou být využity v podstatě stejným způsobem jako supernovy k odvození extragalaktických vzdáleností. Existuje přímá úměra mezi maximální magnitudou novy a dobou, po kterou její viditelné světlo poklesne o dvě magnitudy. Tento vztah se ukazuje jako:
{\displaystyle \ M_{V}^{\max }=-9.96-2.31\log _{10}{\dot {x}}\,.}
kde {\displaystyle {\dot {x}}} je časová derivace mag novy, popisující průměrnou rychlost poklesu během prvních 2 magnitud.
Po vyblednutí jsou novy asi tak jasné jako nejsvítivější cefeidy, takže obě tyto techniky mají přibližně stejnou maximální vzdálenost: ~ 20 Mpc. Chyba v této metodě způsobuje chybovost velikosti přibližně ±0,4.

### Funkce svítivosti kulové hvězdokupy
Na základě metody porovnávání svítivosti kulových hvězdokup (nacházejících se v galaktických halo) ze vzdálených galaxií se svítivostí hvězdokupy v Panně je chybovost funkce svítivosti kulové hvězdokupy při určení vzdálenosti asi 20 % (resp. 0,4 magnitudy).
Americký astronom William Alvin Baum se poprvé pokusil použít kulové hvězdokupy k měření vzdálených eliptických galaxií. Porovnal nejjasnější kulové hvězdokupy v galaxii Virgo A s těmi v Andromedě za předpokladu, že svítivost hvězdokup je v obou galaxiích stejná. Při znalosti vzdálenosti k Andromedě Baum předpokládal přímou korelaci a odhadl vzdálenost Panny A.
Baum použil pouze jednu kulovou hvězdokupu, ale jednotlivé formace jsou často špatné standardní svíčky. Kanadský astronom René Racine předpokládal, že použití funkce svítivosti kulové hvězdokupy (globular cluster luminosity function, GCLF) povede k lepší aproximaci. Počet kulových hvězdokup jako funkce magnitudy je dán vztahem:
{\displaystyle \ \Phi (m)=Ae^{(m-m_{0})^{2}/2\sigma ^{2}}\,}
kde m0 je velikost obratu, M0 je velikost kupy Panny a sigma je rozptyl ~ 1,4 mag.
Je důležité pamatovat na to, že se předpokládá, že všechny kulové hvězdokupy mají ve vesmíru zhruba stejnou svítivost. Neexistuje žádná univerzální funkce jasu kulové hvězdokupy, která by platila pro všechny galaxie.

### Funkce svítivosti planetární mlhoviny
Podobnou numerickou analýzu jako pro kulové hvězdokupy lze využít pro planetární mlhoviny (více než jedné!) ve vzdálených galaxiích. Funkce svítivosti planetární mlhoviny (planetary nebula luminosity function, PNLF) byla poprvé navržena koncem 70. let 20. století Hollandem Colem a Davidem Jennerem. Navrhli, že všechny planetární mlhoviny mohou mít podobnou maximální svítivost, nyní vypočítanou na M = -4,53. To by z nich tedy učinilo potenciální standardní svíčky pro určování extragalaktických vzdáleností.
Astronom George Howard Jacoby a jeho kolegové později navrhli, že funkce PNLF se dá vyjádřit takto:
{\displaystyle \ N(M)\propto e^{0.307M}(1-e^{3(M^{*}-M)})\,.}
Kde N(M) je počet planetárních mlhovin s absolutní velikostí M. M* se rovná mlhovině s nejjasnější velikostí.

### Metoda kolísání povrchového jasu

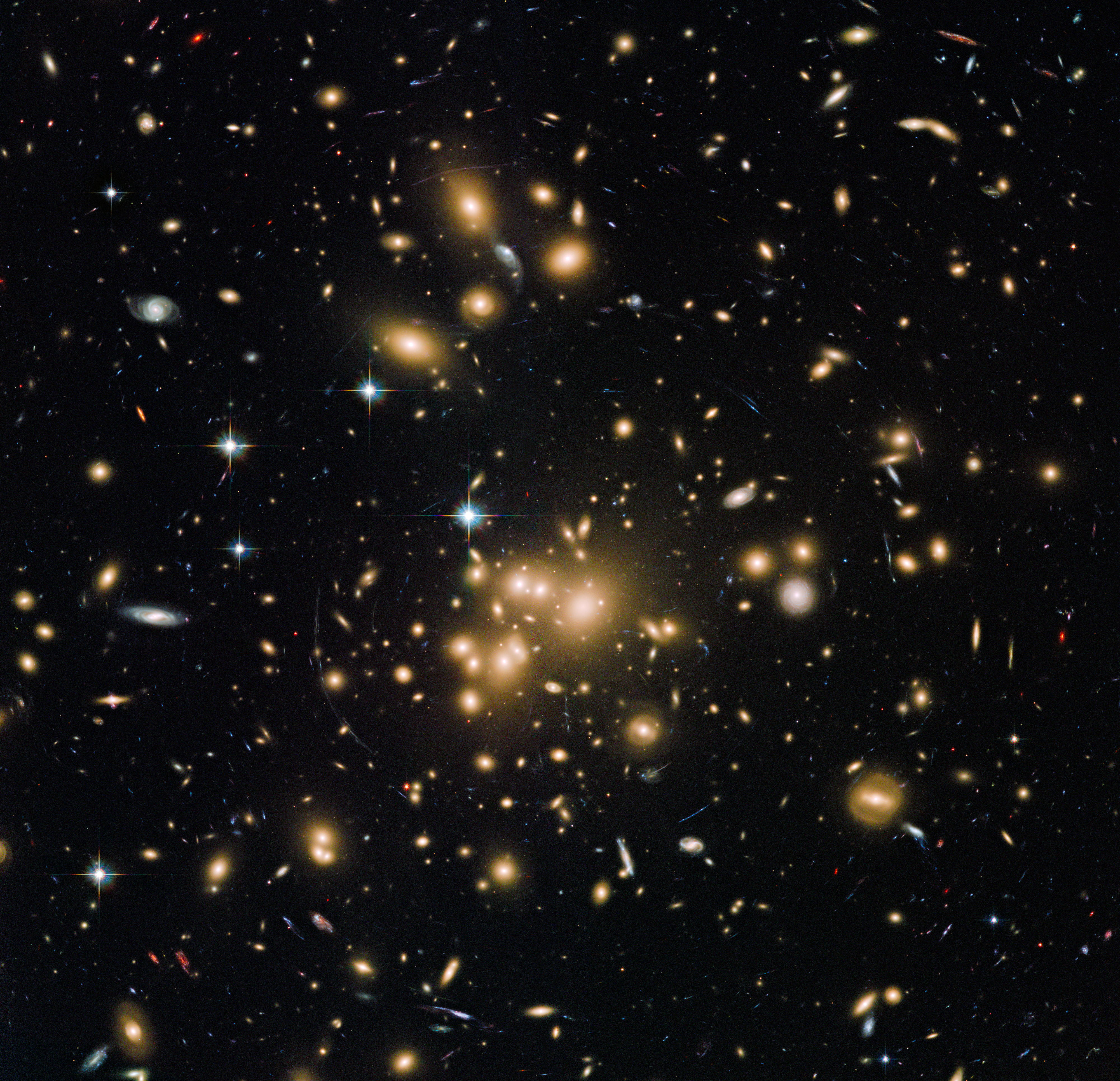
Shluk galaxií (Abell 1689)

Následující metoda se zabývá celkovými inherentními vlastnostmi galaxií. Tyto metody, i když s různým procentem chybovosti, mají schopnost provádět odhady vzdáleností nad 100 Mpc, i když se obvykle používají spíše lokálně.
Metoda kolísání povrchového jasu (surface brightness fluctuation, SBF) využívá výhod použití CCD kamer na dalekohledech. Kvůli prostorovým fluktuacím jasnosti povrchu galaxie některé pixely na těchto kamerách zachytí více hvězd než jiné. S rostoucí vzdáleností však bude obraz stále hladší. Srovnávací analýzou, která popisuje velikost variace pixel po pixelu, lze zjistit přímou souvislost se vzdáleností galaxie.

### Vztah Sigma-D
Vztah Sigma-D (nebo vztah Σ-D), používaný v eliptických galaxiích, dává do souvislosti úhlový průměr (D) galaxie a její rozptyl rychlosti. Pro pochopení této metody je důležité přesně popsat, co D představuje. Je to přesněji úhlový průměr galaxie až k úrovni povrchové jasnosti 20,75 B-mag arcsec −2. Tato povrchová jasnost je nezávislá na skutečné vzdálenosti galaxie od nás. Místo toho je D nepřímo úměrný vzdálenosti galaxie, reprezentované jako d. Tento vztah tedy nepoužívá standardní svíčky. D spíše poskytuje standardní pravítko. Tento vztah mezi D a Σ lze popsat taktoː
{\displaystyle \log(D)=1.333\log(\Sigma )+C}
Kde C je konstanta, která závisí na vzdálenosti ke kupám galaxií.
Tato metoda má potenciál stát se jednou z nejsilnějších metod kalkulátorů galaktické vzdálenosti, která možná překračuje i dosah Tullyho–Fisherovy metody. K dnešnímu dni však eliptické galaxie nejsou dostatečně jasné, aby mohly být kalibrovány pro tuto metodu pomocí technik, jako jsou cefeidy. Místo toho se kalibrace provádí pomocí hrubších metod.

## Škála a překrývání
Posloupnost indikátorů vzdálenosti, která tvoří žebřík vzdáleností, je nezbytná pro určení vzdáleností k jiným galaxiím. Důvodem je, že objekty dostatečně jasné na to, aby je bylo možné rozeznat a změřit na takové vzdálenosti, jsou tak vzácné, že se v blízkosti nenachází buď žádné nebo tak v malém počtu, že neposkytují spolehlivou trigonometrickou paralaxu pro kalibraci indikátoru. Například cefeidy, jeden z nejlepších indikátorů pro blízké spirální galaxie, nelze zatím uspokojivě zkalibrovat samotnou paralaxou, ačkoli vesmírná mise Gaia nyní může tento konkrétní problém do značné míry vyřešit. Situaci dále komplikuje skutečnost, že různé hvězdné populace obecně nemají v sobě všechny typy hvězd. Zejména cefeidy jsou masivní hvězdy s krátkou životností, takže je lze nalézt pouze v místech, kde se hvězdy vytvořily teprve nedávno. Eliptické galaxie, které obvykle již dávno nemají velkou tvorbu hvězd, v důsledku toho nebudou mít cefeidy. Místo toho musí být použity indikátory vzdálenosti, jejichž původ je ve starší hvězdné populaci (jako jsou novy a proměnné hvězdy typu RR Lyrae). Proměnné typu RR Lyrae jsou však méně svítivé než cefeidy a novy jsou nepředvídatelné a je zapotřebí intenzivní monitorovací program – a štěstí během tohoto programu – k nashromáždění dostatečného množství nov v cílové galaxii pro dobrý odhad vzdálenosti.
Protože vzdálenější kroky žebříku kosmické vzdálenosti závisejí na těch bližších, zahrnují vždy jejich chyby, systematické i statistické. Výsledek těchto chyb se násobí a to znamená, že vzdálenosti v astronomii jsou jen zřídka známy se stejnou úrovní přesnosti jako měření v jiných vědách a jejich přesnost je nutně horší pro vzdálenější typy objektů.
V žebříku vzdáleností je skok přibližně dva řády vzdáleností pro Malý Magellanův oblak a NGC 4258.
Dalším problémem, zejména u nejjasnějších standardních svíček, je jejich „standardnost“: jak homogenní jsou objekty ve své skutečné absolutní velikosti. U některých z těchto různých standardních svíček je homogenita založena na teoriích o vzniku a vývoji hvězd a galaxií, a proto také podléhá chybovosti v těchto aspektech. U nejsvítivějších indikátorů vzdálenosti, supernov typu Ia, je tato homogenita vylmi pochynbá; žádná jiná třída objektů však není dostatečně jasná, aby byla detekována na tak velké vzdálenosti, takže tato třída se používá jednoduše proto, že neexistuje žádná skutečná alternativa.
Pozorovaný výsledek Hubblova zákona, úměrný vztah mezi vzdáleností a rychlostí, kterou se galaxie od nás vzdaluje (obvykle označovaný jako rudý posuv), je produktem žebříčku kosmické vzdálenosti. Edwin Hubble pozoroval, že slabší galaxie mají vyšší rudý posuv. Nalezení hodnoty Hubblovy konstanty bylo výsledkem desetiletí práce mnoha astronomů, jak při shromažďování měření rudých posuvů galaxií, tak při kalibraci stupňů žebříku vzdálenosti. Hubblův zákon je primárním prostředkem, který máme k odhadu vzdáleností kvasarů a vzdálených galaxií, ve kterých nelze vidět jednotlivé indikátory vzdálenosti.